# Arnara
Arnara è un comune italiano di 2 153 abitanti della provincia di Frosinone nel Lazio.

## Geografia fisica

### Territorio
Arnara sorge a 250 m s.l.m., sui bassi rilievi collinari della Valle del Sacco, ultime propaggini degli Ernici. Nel territorio comunale scorre il Fosso d'Arnara, un piccolo fiume affluente da sinistra del fiume Sacco, e il più meridionale Fosso Meringo, anch'esso piccolo affluente di sinistra del Sacco.

## Storia
Arnara fu un feudo dei conti de Ceccano, ma nel 1121 il papa Callisto II attaccò la città, per punire i conti per il favoritismo che facevano all'imperatore. Nel XV secolo il feudo fu un possesso della famiglia Colonna, fino a quando furono soppressi tutti i sistemi feudali in Italia.
Poiché sorge su una collina tufacea, l'etimologia del nome di Arnara viene fatto risalire al sostantivo harena, con cui si identificava la sabbia. Il termine le derivava dalle cave di tufo su cui sorse il primitivo agglomerato di case. Secondo alcuni studi il nome deriverebbe dal longobardo Arnhari, latinizzato in Arnarius, da cui Arnara. Secondo altri, il nome proviene dalla pianta di ontano, in latino "alnus", ma più probabilmente potrebbe derivare dalla parola Arnaro che significa "luogo chiuso" come ad esempio; una grotta o una cava di terra.
È difficile datare l'originario nucleo della città, ma secondo alcuni studiosi, sulla base di quanto affermava Svetonio, sembra che debba essere fatto risalire alla tarda età repubblicana, quando Cesare distribuì le terre dell'attuale Arnara, tra i suoi 200 000 veterani. In realtà il territorio arnarese è stato interessato da vari ritrovamenti archeologici attribuiti alla presenza di piccole comunità in periodo romano e dalla frequentazione della zona per la vicinanza della Via Casilina (l'antica via Latina). Nella contrada Colle Romano sembra, infatti, da dover identificare una stazione di posta per il cambio dei cavalli.
Il vero e proprio nucleo urbano sembra risalire all'arrivo dei Longobardi nella zona, verso la metà dell'VIII secolo, ma secondo alcuni studiosi la presenza di un insediamento nella zona dovrebbe essere messa in collegamento con lo sfruttamento delle cave di tufo per la costruzione delle mura di Ceccano per opera di papa Silverio nel 536. È probabile che la prima fortificazione dell'insediamento debba essere attribuita al 756 con la costruzione della Torre.
Difficilmente si può accettare l'ipotesi che la costruzione del castello debba risalire al 600 per opera di Petronio Ceccano, Conte di Campagna, il quale impose il proprio gentilizio all'antica Fabrateria. Benché il castello debba avere un'origine più antica, forse proprio longobarda, le prime notizie relative al Borgo di Arnara risalgono al 1121. Nella Cronaca di Fossanova si racconta, infatti, che questo feudo, che rientrava nella contea di Ceccano, fu assediato dalle truppe di papa Callisto II e dei Normanni.
La Cronaca di Fossanova ricorda per il 1143 la caduta del mastio, attribuibile o alla contesa tra il re Ruggero II d'Altavilla ed il papa Innocenzo II, oppure ad un terremoto. Alla morte del papa, Ruggero II conquistò Ceprano ed invase la Campagna facilmente. Nel 1165 il castello subì un nuovo e duro attacco da parte delle truppe normanne, le quali avevano invaso la città Ceccano. La resistenza di Arnara costrinse gli alleati del papa a ritirarsi e, l'anno seguente, fornì ai ceccanesi l'occasione di contrattaccare.
Per il 1167 la Cronaca di Fossanova registra un nuovo incendio della città di Arnara ma non ne spiega il motivo.
Arnara ricompare in alcuni documenti del primo ventennio del Duecento, conservati nell'archivio Colonna: nel testamento del Conte Giovanni, datato al 5 aprile del 1224, la città risulta essere tra i lasciti al figlio primogenito Landolfo, assieme ad altri feudi, tra cui Ceccano, Patrica, Santo Stefano e Pisterzo. Dagli archivi del Vaticano risulta che Landolfo si sposò con una certa Maccalona da cui ebbe dei figli. Nel testamento del 1264 egli dispose che la consorte disponesse a suo piacimento dei beni che le lasciava, trasmettendoli a quello dei figli che meglio le piacerà (secundum quod ipsa voluerit). Morendo, Maccalona lasciò alcuni beni, tra cui Arnara, ad uno dei suoi figli Annibaldo, capostipite di quel ramo dei conti di Ceccano che assunse in seguito il nome di Annibaleschi.
In realtà, secondo Gregorovius, le proprietà di Landolfo furono lasciate ai figli Giovanni, fino al 1286, e poi ad Annibaldo fino al 1291. Il figlio di quest'ultimo, Giovanni, congiurò contro papa Bonifacio VIII con l'appoggio dei Colonna.
Antonio da Ceccano, sotto il pontificato di Eugenio IV (1431-1437), fu l'ultimo proprietario appartenente a questa famiglia. Dai documenti il castello già dal 1466 rientrò tra le proprietà dei Colonna, i quali ne saranno i proprietari fino agli inizi del XX secolo. Durante la seconda guerra mondiale il paese fu gravemente distrutto dalla violenza bellica.

## Monumenti e luoghi d'interesse

### Architetture militari
- Castello di origine medievale[5]

## Società

### Evoluzione demografica
Abitanti censiti

### Etnie e minoranze straniere
Secondo i dati ISTAT al 31 dicembre 2013 la popolazione straniera residente era di 48 persone.

## Economia
Di seguito la tabella storica elaborata dall'Istat a tema Unità locali, intesa come numero di imprese attive, ed addetti, intesi come numero di addetti delle imprese locali attive (valori medi annui).
|           | 2015                  |                              |                            |                |                       |                     | 2014                  |                | 2013                  |                |
| --------- | --------------------- | ---------------------------- | -------------------------- | -------------- | --------------------- | ------------------- | --------------------- | -------------- | --------------------- | -------------- |
|           | Numero imprese attive | % Provinciale Imprese attive | % Regionale Imprese attive | Numero addetti | % Provinciale Addetti | % Regionale Addetti | Numero imprese attive | Numero addetti | Numero imprese attive | Numero addetti |
| Arnara    | 95                    | 0,28%                        | 0,02%                      | 191            | 0,18%                 | 0,01%               | 98                    | 190            | 99                    | 194            |
| Frosinone | 33.605                |                              | 7,38%                      | 106.578        |                       | 6,92%               | 34.015                | 107.546        | 35.081                | 111.529        |
| Lazio     | 455.591               |                              |                            | 1.539.359      |                       |                     | 457.686               | 1.510.459      | 464.094               | 1.525.471      |

Nel 2015 le 95 imprese operanti nel territorio comunale, che rappresentavano lo 0,28% del totale provinciale (33.605 imprese attive), hanno occupato 191 addetti, lo 0,18% del dato provinciale; in media, ogni impresa nel 2015 ha occupato poco più di due addetti (2,01).

## Amministrazione
Nel 1927, a seguito del riordino delle circoscrizioni provinciali stabilito dal regio decreto n. 1 del 2 gennaio 1927, per volontà del governo fascista, quando venne istituita la provincia di Frosinone, Arnara passò dalla provincia di Roma a quella di Frosinone.

### Gemellaggi
- Gornja Bistra

## Sport

### Calcio
La principale squadra di calcio della città è l'U.S. Arnara che milita nel girone L laziale di 1ª Categoria.